# Taeniochorista
Taeniochorista is een geslacht van schorpioenvliegen (Mecoptera) uit de familie Choristidae. 

## Soorten
Taeniochorista omvat de volgende soorten:
- Taeniochorista bifurcate Riek, 1973
- Taeniochorista nigrita Riek, 1973
- Taeniochorista pallida (Esben-Petersen, 1914)
- Taeniochorista similis Riek, 1973